# 韩健秋
韩健秋（1918年—1984年12月18日），又名韩丹桂、孙健秋，笔名荒沙，山东长清人，曾任山东聊城地区特委书记，华北新华日报社特派记者，“华北文化”月刊主编，黑龙江肇源县委委员，鞍山市劳动局副局长，东北文委办公室主任等职。

## 生平
1918年，韩健秋出生在山东省长清县城关镇北门里村（今济南市长清区文昌街道北门里村）。1933年，韩健秋自长清县立中学毕业，到青岛银行当店员。后返回家乡任小学教员。1936年夏，韩健秋加入抗日组织“中华民族解放先锋队”。1937年4月，韩健秋加入中国共产党，并参加抗日救亡团体“文化友联社”。1937年冬，到陕西省泾阳县的安吴“青训”班生活指导处工作。1938年，在延安中国人民抗日军事政治大学任支部书记，同时在鲁迅艺术学院学习。1938年底，韩健秋被派到太行山区工作。1939年，韩健秋被调到山西省武乡县，任华北《新华日报》记者、特派记者、编辑科科长，其间主编《中国人》周刊。1942年底，任晋冀鲁豫边区文联编辑部部长，主编月刊《华北文化》，并兼任太行区文艺界协会总干事。1943年春，考取延安鲁艺文学部研究生，从事文学研究工作。1946年，韩健秋赴东北，历任中共肇源县委委员、秘书主任等职。1948年后，历任中共鞍山市委组织科科长，鞍山市劳动局副局长，中共中央东北局宣传部办公室副主任，东北文化教育委员会办公室主任。1980年，担任辽宁省文化局顾问。
1984年12月18日，韩健秋在浙江杭州病逝，终年66岁。